# Promeny
Promeny (conosciuto anche con il titolo inglese Changes) è un film del 2009 diretto da Tomás Rehorek.
Il film, di produzione Miracle Film & TV e Lumiq Studios, è stato presentato durante il Festival di Cannes di maggio 2012.

## Trama
Gente comune. Quattro storie incrociate, quattro drammatici destini.
La prima, un ricco uomo d'affari che riesce a risolvere i suoi problemi di sterilità, problemi che però poco importano alla sua stessa compagna. Poi una madre, povera e con due bambini, che nella vita non può appoggiarsi ad altri che a se stessa nel turbinio di una città caotica e senza confini. Un uomo di mezza età, anni passati a dedicarsi al suo lavoro, incapace di stabilire relazioni e alla ricerca di un'anima che lo completi. Infine una anziana donna, la cui vita è stata interamente spesa alla ricerca di un senso. Quattro personaggi colpiti dallo stesso destino ingiusto, capace di abbattersi su ognuno senza alcuna discriminazione, all'interno di storie capaci di parlare di famiglia, di espiazione interiore, di amore.

## Produzione
Promeny è una produzione di Miracle Film & TV e di Lumiq Studios, Torino.